# Haudriettes
Die Haudriettes waren eine religiöse Gemeinschaft, die im 14. Jahrhundert von Jeanne, der Ehefrau von Étienne Haudry, in Paris gegründet wurde. Als ihr Ehemann auf Pilgerreise nach Santiago de Compostela war und seine Frau ihn tot glaubte, versammelte sie um sich einige fromme Frauen, die Keuschheit gelobten und sich dem religiösen Leben und dem Dienst an den Armen widmeten.
Als Étienne Haudry 1329 zurückkehrte, erreichte er, dass seine Frau vom Gelübde gelöst wurde, unter der Bedingung, dass die Gemeinschaft das Haus behalten durfte und genügend Kapital bekam, um ein Dutzend arme Frauen ernähren zu können. Haudry ergänzte die Bedingungen um den Bau einer Kapelle. Die Gebäude befanden sich in der heutigen Rue du Temple.
Die Statuten der Haudriettes wurden 1414 von Kardinal Nicolò da Pisa genehmigt, dem Legaten des Papstes Johannes XXII., und später von anderen Päpsten bestätigt. Aufgrund der Lockerung der Gebräuche und Vorschriften veranlasste der Kardinal François de La Rochefoucauld (1558–1645), Großalmosenier von Frankreich, eine Reform des Klosters. Papst Gregor XV. unterstellte den Orden der Ordensregel des Augustinus von Hippo und fügte dem Gelübde des Gehorsams und der Keuschheit das der Armut hinzu. Gleichzeitig wurde das Mutterhaus in die Rue Saint-Honoré verlegt, wo ein neues Kloster und eine neue Kirche, die Église de l’Assomption (Nr. 263 und 265) gebaut wurden. Die Ordensgemeinschaft nahm danach den Namen Sœurs de l’Assomption an.
Das Kloster wurde während der Französischen Revolution aufgelöst und danach nicht wieder erneuert.